# Pterynotus phaneus
Pterynotus phaneus är en snäckart som först beskrevs av Dall 1889.  Pterynotus phaneus ingår i släktet Pterynotus och familjen purpursnäckor. Inga underarter finns listade i Catalogue of Life.